# Margareta, Principesă a României

Stindardul Regal al
Custodelui Coroanei române

Margareta a României (n. 26 martie 1949, Montchoisi Clinic⁠(d), Elveția) este prima fiică a fostului suveran Mihai al României și a soției sale, principesa Ana de Bourbon-Parma. În 2017, după moartea tatălui său, a preluat conducerea Casei Regale a României și este pretendentă la tronul desființat al României (cu apelativul „Majestatea Sa”). În afară de titlul de „principesă a României”, a folosit și titlul de „principesă de Hohenzollern-Sigmaringen” (de altfel autoritățile elvețiene au impus Hohenzollern-Sigmaringen drept nume de familie în actele oficiale, situație schimbată ulterior). Din 2007 a primit din partea fostului suveran titlurile „Principesă Mostenitoare a României” și „Custode al Coroanei Române”. Prin părinții ei, Margareta este descendentă directă din marile familii imperiale și regale ale Europei, numărând printre strămoși regi ai Franței, Angliei, împărați germani și țari ruși.
Născută în exil, după abdicarea forțată a tatălui ei, și-a petrecut prima parte a vieții în Marea Britanie și în Elveția. La fel ca și cele patru surori mai mici ale sale, Margareta a fost botezată creștin-ortodoxă și nu a învățat în copilărie limba română. A studiat la Universitatea din Edinburgh și a profesat în cadrul mai multor organisme ale ONU. Ulterior a renunțat la această carieră pentru a se dedica activității caritabile în România, unde a putut intra imediat după Revoluția Română din 1989 (în comparație cu tatăl ei, care a întâmpinat greutăți din partea autorităților până în 1997). În cadrul activităților caritabile l-a cunoscut pe actorul român Radu Duda, cu care s-a căsătorit în Elveția, în 1996. Mariajul morganatic nu a produs urmași.
În urma unei schimbări de paradigmă în relațiile dintre fostul suveran și autoritățile române, Mihai a susținut un turneu european în sprijinul primirii României în NATO, iar ulterior i-au fost restituite numeroase proprietăți private; în acești ani, Margareta s-a profilat în succesoare a tatălui ei, secondându-l în numeroase activități de reprezentare și efectuând pe cont propriu sau alături de soțul ei multe altele. Succesiunea (în poziția de șef al casei regale și implicit de regină a României) a fost fixată prin mai multe documente private emise de fostul suveran, dar nu e lipsită de controverse (susținerea pentru restaurarea monarhiei în România este mică, iar constituția monarhică din 1923 excludea femeile de la succesiunea tronului).
Margareta este din 2015 președintele organizației umanitare Crucea Roșie Română.

## Biografie

### Copilărie și educație
Principesa Margareta a României s-a născut la 26 martie 1949 în Lausanne (Elveția).
În copilărie obișnuia să-și petreacă vacanțele avându-i ca parteneri de joacă pe Prințul Charles al Marii Britanii și pe sora acestuia, Prințesa Anne a Marii Britanii care erau de vârstă apropiată, dar și pe Prințul Amedeo, Duce de Aosta (n. 1943) alături de rudele din familia regală greacă, daneză și luxemburgheză.
Margareta urmează școala în Italia, Elveția, apoi in Marea Britanie, la un internat. Întorcându-se în Elveția la vârsta de 14 ani, urmează Liceul Francez unde se îndrăgostește de filosofie, fiind una din materiile preferate în timpul liceului. După terminarea liceului, susține bacalaureatul francez, iar apoi petrece un an în Italia, alături de bunica sa Regina Mamă Elena, la Vila Sparta, care o încurajează să meargă la Universitatea din Edinburgh.
În tinerețea ei la Universitatea din Edinburgh, principesa Margareta a avut o relație cu Gordon Brown, viitorul lider al Partidului Laburist britanic: „A fost o poveste de iubire puternică. N-am încetat niciodată să-l iubesc, însă într-o zi nu mi s-a mai părut potrivită, era politică, politică, politică, iar eu aveam nevoie de grijă“.
După absolvirea Universității din Edinburgh, unde obține, în 1974, licența (M.A.) în sociologie, științe politice si drept public internațional, a lucrat într-un număr de universități britanice, specializându-se în sociologie medicală și politici de sănătate publică, ulterior participând într-un program de cercetare coordonat de Organizația Mondială a Sănătății, concentrat pe elaborarea de recomandări de politici de sănătate și proiecte de sănătate preventivă. În 1983 s-a mutat la Roma și s-a alăturat Organizației pentru Alimentație și Agricultură a ONU, unde, ca membră a echipei proiectului Zilei Mondiale a Alimentației, a lucrat la o campanie de promovare în masă a programelor de agricultură, nutriție și eradicare a sărăciei. Trei ani mai târziu s-a alăturat Fondului Internațional de Dezvoltare a Agriculturii. În toamna lui 1989 și-a abandonat cariera la ONU și s-a mutat la Geneva să lucreze împreună cu tatăl ei, devotându-se în întregime muncii de caritate pentru România.

### După Revoluția din 1989
Imediat după momentul decembrie 1989, Margareta, alături de sora sa, Sofia, aflând de nefericitele evenimente petrecute în România, expediază în țară medicamente, alimente, haine și alte ajutoare de urgență pentru românii răniți și aflați în nevoie. În România au ajuns trei transporturi de câte 40 de tone fiecare, ce sunt direcționate la căminele de copii, spitale, și casele de bătrâni din București (și zonele din jur), Oradea, Brașov, Sighișoara, Huedin, Timișoara și Ploiești.
Pe 18 ianuarie 1990 Margareta, însoțită de principesa Sofia, ajunge la București, punând pentru prima dată piciorul pe pământ românesc. În cele 8 zile cât au stat în România au vizitat spitale, orfelinate, case de bătrâni, sate distruse și monumente în ruină și află de drama zecilor de mii de copii închiși în cele 600 de orfelinate ce trăiau în condiții mizere și fiind infestați cu virusul HIV. După vizita din ianuarie 1990 Margareta, șocată de atrocitățile comise de regimul comunist, lansează numeroase apeluri internaționale prin care cere ajutorarea României.

### Căsătorie
În 1994 Margareta l-a întâlnit, în timp ce vizita un orfelinat din România, pe actorul Radu Duda, care coordona la aceea vreme un program de terapie prin artă, proiect desfășurat de Ion Caramitru prin intermediul fundației patronată de ea.
S-a căsătorit pe 21 septembrie 1996 la Lausanne cu Radu Duda, cunoscut din 2007 ca „ASR Principe al României”, iar din 1999 și ca „principe de Hohenzollern-Veringen”, viitor „principe Consort al României”, și care, începând din 1999, o reprezintă în public pe Margareta și pe întreg restul familiei regale, cel mai adesea singur.
Slujba religioasă a fost oficiată de mitropolitul ortodox Damaskinos al Elveției, care participase și la nunta Reginei Ana și a Regelui Mihai din 1948, când era un tânăr diacon. Mitropolitul a participat la toate evenimentele speciale din viața familiei regale precum botezul Majestății Sale Margareta și a surorilor ei, Elena și Irina, care au avut loc tot în Biserica Ortodoxă Grecească din Lausanne. Acesta este și locul unde a avut loc înmormântarea Reginei-Mamă Elena a României.
În cadrul slujbei religioase Margareta a fost însoțită de regele Mihai, care i-a fost și naș în prima parte a ceremoniei verighetelor, alături de regele Constantin al II-lea al Greciei, care i-a fost naș în cadrul ceremoniei coroanelor de aur, potrivit ritualului regal.
La ceremonia religioasă și la petrecerea ce a urmat au participat peste 250 de invitați, membrii ai familiilor regale din întreaga lume printre care s-au numărat Regina Sofía a Spaniei, Infanta Elena a Spaniei, ducesă de Lugo, Henric, Marele Duce de Luxembourg alături de Maria Teresa, Principele Alexandru și principesa Catherine ai Serbiei, Împărăteasa Farah a Iranului, Regele Constantin al II-lea al Greciei si Regina Anne-Marie, Prințesa Irene a Greciei și Danemarcei, Principele Hassan și principesa Sarvath ai Iordaniei, Maximilian, Mare duce de Baden, principesa Chantal a Franței, alături de români veniți cu autocarele din toată Europa. Luna de miere și-au petrecut-o în Iordania la Amman, dar și la Aqaba, pe malul Mării Roșii și Mării Moarte, timp de 18 zile, la invitația Familiei Regale Iordaniene.

### Scandalul fregatelor
BAE Systems, unul dintre sponsorii fundației ei de caritate, împreună cu reprezentanții companiei, au fost implicați într-un scandal internațional de corupție privind achiziția de către guvernul român a două fregate britanice retrase din uz, restaurate de BAE Systems, pentru care s-ar fi oferit o mită de 7 milioane lire sterline, din care o parte ar fi ajuns în buzunarele familiei regale. Cotidianul „Gardianul”, observând că atât Principesa Margareta, cât și soțul ei, Reprezentant Special al Guvernului, s-au întâlnit de un număr de ori, în mod oficial sau neoficial, cu reprezentanții BAE Systems, atât înainte, cât și după semnarea contractului guvernamental, au investigat dacă familia regală a făcut lobby în favoarea companiei. Într-un comunicat oficial citat de „Gardianul”, Radu Duda neagă astfel de activități de lobby.

### Activități publice
Până în 2006, Fundația Principesa Margareta a României a atras conform unui raport propriu peste 5 milioane de euro, bani prin care au contribuit la dezvoltarea societății civile din România. La nivelul anului 2012 peste 11 milioane de euro au fost investiți pentru oamenii în nevoie din România prin intermediul fundației, beneficiind de aceștia aproximativ 174.000 de vârstnici, 25.ooo de copii și tineri, și 2.800 de familii aflate în situații dificile.
Începând cu anul 2013, Margareta este patron al organizației The Duke of Edinburgh’s International Award România, debutul programului fiind marcat de o gală la care au participat, alături de ea, fiul cel mic al reginei Elisabeta a II-a, principele Edward și soția acestuia, Sophie.
Cu ocazia sărbătoririi a 25 de ani de la întoarcerea în țară a primului membru al familiei regale după 42 de ani de exil și de la înființarea Fundației Principesa Margareta a României, s-au organizat în zilele de 17 și 18 ianuarie 2015 o serie de evenimente.
La eveniment au participat colaboratori și susținători ai fundației și proiectelor acesteia. Duminică 19 ianuarie a decorat în numele regelui o serie de personalități din România, SUA, Marea Britanie, Franța și Elveția printre care Frédéric Mitterrand, fost ministru al Culturii în Franța și nepotul lui François Mitterrand, contesa Susanna Antamoro de Cespedes și maestrul bucătar Albert Roux. Șirul evenimentelor a continuat cu o vizită a Margaretei, surorilor sale și a invitaților de peste hotare la Televiziunea Română, în Studioul 4 al Televiziunii Române, locul de unde au fost transmise evenimentele din decembrie 1989; pe parcursul vizitei au fost însoțiți de președintele-director general al Televiziunii Române, Stelian Tănase, și de Claudiu Lukacsi, directorul Direcției Emisiuni Informative și Sport din televiziunea publică.
În cursul serii, la ora 18, a avut loc un Concert de gală la Ateneul Român unde au stat alături de Altețele Lor Regale Principesa Sofia, Principesa Maria, Principele Nicolae, precum și Principele Lorenz al Belgiei, invitat special. Seara sa încheiat cu un dineu oficial găzduit de Palatul CEC la care au participat peste 500 de personalități, printre care Prim-ministrul Guvernului României Victor Ponta și doamna Daciana Sârbu, Președintele Senatului Călin Popescu-Tăriceanu, membri ai Executivului, membri ai Camerei Deputaților, membri ai Senatului, fostul Președinte Emil Constantinescu, primarul municipiului Chișinău, dl Dorin Chirtoacă , președintele Academiei Române și președintele Academiei de Științe a Moldovei, primarul Andrei Chiliman, maestrul Sorin Dumitrescu, maestrul Ștefan Câlția, maestrul Horia Andreescu, maestrul Dan Grigore și dr Marga Grigore, violonistul Remus Azoiței, Președintele Televiziunii Române și Președintele Societății Române de Radiodifuziune, directorul general al Agenției Naționale de Presă, președintele Romfilatelia, doamna Rodica Coposu, Ilie Năstase și doamna Năstase, primarul comunei Regina Maria din Soroca, directorul general al Filarmonicii George Enescu, precum și președintele CEC Bank.
În discursul de la Ateneul Român, Margareta a afirmat că Sub îndrumarea Regelui Mihai, Familia Regală a ridicat o construcție socială, culturală și educațională, precum și o respectată instituție regală, într-o vreme care avea nevoie de modele, de iubire, de inspirație și de exemplu personal. De asemenea a amintit de momentul când Familia Regală a fost oprită pe șoseaua București-Pitești, când se îndreptau către Curtea de Argeș, locul unde se află mausoleul regilor și reginelor României, cu mitraliere îndreptate spre convoiul regal, urmând ca peste un sfert de secol majoritatea românilor să poarte Coroanei afecțiune și respect, ca dovadă fiind sutele de personalități, ce reprezintă simbolic și instituțional întreaga națiune.
Margareta și principele Radu au primit în data de 22 martie 2015 titlul de cetățean de onoare al județului Cluj, într-o ceremonie desfășurată la Universitatea Babeș-Bolyai, distincția fiindu-le acordată în semn de recunoștință „pentru tot ce a făcut familia regală pentru Ardeal și pentru Cluj”. La ceremonie au participat aproximativ 1000 de persoane, printre invitați numărându-se arhiducesa Maria Magdalena a Austriei, fiica principesei Ileana a României, și baronul Johannes von Holzhausen, principele Nicolae al României.
Cu ocazia împlinirii vârstei de 66 de ani, în martie 2015, Margareta a oferit un dineu la Castelul Peleș la care au participat reprezentanți ai autorităților publice și personalități din România și din Republica Moldova. Președintele României Klaus Iohannis și soția acestuia Carmen s-au aflat printre invitați. Klaus Iohannis a declarat la scurt timp: „Pentru mine, Familia Regală reprezintă nu numai o pagină esențială din istoria țării noastre, ci și un simbol al valorilor pe care le admir: respect față de oameni, putere de a trece peste nedreptăți și greutăți, generozitate și bună cuviință”. Cu aceeași ocazie Margareta a decorat, în numele Regelui Mihai I, o serie de personalități marcante ale vieții publice și o serie de instituții culturale și de învățământ din România și din Republica Moldova.
În luna mai 2015, Margareta a fost aleasă în funcția de președinte al Societății Naționale de Cruce Roșie din România, în cadrul adunării generale care s-a desfășurat la Brașov. Societatea Națională de Cruce Roșie din România a fost înființată în anul 1876, în timpul domniei Regelui Carol I, fiind susținută, încă de la începuturi, de Familia Regală. Regina Elisabeta, Regina Maria și Regina-mamă Elena s-au implicat în acțiuni umanitare ale Crucii Roșii Române.

### Din 2016
În martie 2016 a fost anunțată îmbolnăvirea de cancer și retragerea din viața publică a fostului suveran. Mesajul său citea: „Această situație vine în anul în care familia și țara sărbătoresc 150 de ani de la fondarea dinastiei și a statului român modern. Sunt sigur că fiica mea, Margareta, custodele coroanei, va găsi forță de a mă reprezenta și de a duce la îndeplinire toate acțiunile mele publice”.
În luna octombrie 2016, Margareta a fost gazda a două ceremonii de decorare a unor personalități române și străine, cu ocazia zilei de naștere a regelui Mihai. Ceremoniile au avut loc la Castelul Peleș, în holul de onoare. Margareta, a conferit, în numele Regelui Mihai I, diferite ordine și decorații.

## Titluri, ranguri, onoruri și premii

Cifrul Custodelui Coroanei române,
Margareta a României

În 1997 regele Mihai a numit-o drept succesoare la conducerea Casei Regale de România. Potrivit Constituției din 1923, care stabilea succesiunea după legea salică, Margareta și surorile sale nu ar fi putut succeda la tronul României (a se vedea și Ordinea de succesiune la tronul României).
La 30 decembrie 2007, ziua în care s-au împlinit 60 de ani de la abdicarea forțată a regelui Mihai, acesta a desemnat-o pe Margareta drept moștenitoare a tronului, cu titlurile de „Principesă Moștenitoare a României” și de „Custode al Coroanei României“, printr-un act care, în timpul formei de guvernământ republicane și în absența aprobării Parlamentului Regatului României, are o însemnătate simbolică, act considerat de unii editorialiști ca fiind nedemocratic. Cu aceeași ocazie, regele Mihai a cerut Parlamentului ca, în cazul în care națiunea română și legislativul vor considera potrivită restaurarea monarhiei, să renunțe din acel moment la aplicarea legii salice de succesiune, care era în vigoare atunci când regele Mihai a abdicat, articolul 77 din Constituția anului 1923 menționează că puterile constituționale ale regelui sunt ereditare în linie coborâtoare directă și legitimă a regelui Carol I de Hohenzollern Sigmaringen, din bărbat în bărbat, prin ordinul de primogenitură și cu excluziunea perpetuă a femeilor și coborâtorilor lor.
De asemenea, în noul Statut al Casei Regale a României se precizează neapartenența descendenților ilegitimi ai regelui Carol al II-lea al României , pe orice latură colaterală, la linia de succesiune a tronului României și excluderea acestora din Casa Regală a României, ei neputând să revendice privilegii, apelative, titluri, sau ranguri regale. Drepturile dinastice, titlurile nobiliare și instituția numită Casa Regală oricum nu există în drept românesc.
Potrivit art. 1 alin. 2) din Normele fundamentale ale Familiei Regale a României, „Șeful Casei Regale a României, potrivit tuturor practicilor și convențiilor de astăzi, este de jure sau de facto Suveran, în termeni de autoritate asupra Casei Regale a României, la orice moment. Imediat după decesul Șefului Casei Regale a României, fără vreo proclamație ulterioară, Moștenitorul Evident sau Moștenitorul Prezumptiv, în funcție de cine va fi în viață și primul în linia de succesiune la acel moment, va primi din acea clipă titlul și apelativul de Rege sau Regină, indiferent de poziția Familiei ca Dinastie domnitoare sau ne-domnitoare și indiferent dacă, mai târziu, va alege sau nu să nu folosească un asemenea titlu sau apelativ”.
În conformitate cu acestea, și atâta timp cât România va fi încă o republică, Margareta a decis să folosească apelativul de Majestate, însă nu și titlul de Regină, utilizându-l pe cel de Custode al Coroanei, pe care chiar fostul rege Mihai i l-a înmânat.

### Titluri
- 26 martie 1949 - 31 decembrie 2007: Alteța Sa Regală Principesă Margareta a României, Principesă de Hohenzollern-Sigmaringen
- 31 decembrie 2007 - 10 mai 2011: Alteța Sa Regală Principesa Moștenitoare Margareta a României, Principesă de Hohenzollern-Sigmaringen, Custode al Coroanei României
- 10 mai 2011 - 5 decembrie 2017: Alteța Sa Regală Principesa Moștenitoare Margareta a României, Custode al Coroanei României
- 5 decembrie 2017 - prezent: Majestatea Sa Margareta, Custode al Coroanei României

### Medalii și decorații
- Casa Regală a României: Suveran al Regal Ordinul Carol I[55][56][57][58]
- Casa Regală a României: Suveran al Ordinul „Coroana României”[55][59]
- Casa Regală a României: Suveran: Medalia „Custodele Coroanei române”[55][60][61]
- Cehia: Crucea de merit a Ministerului Afacerilor Externe al Republicii Cehe[62]
- Franța: Legiunea de onoare a Republicii Franceze in grad de Ofiter[63]
- Malta: Ordinul Militar Suveran de Malta in grad de Mare Cruce [64]
- Moldova: Medalia Dimitrie Cantemir[65]
- Portugalia: Marea Cruce a Ordinului Sfânta Isabel a Portugaliei[64]
- Suedia: Comemorativ al Regelui Carl XVI Gustaf al Suediei la aniversarea de 50 de ani (30 aprilie 1996)
- Suedia: Comemorativ al Regelui Carl XVI Gustaf al Suediei la aniversarea de 70 de ani (30 aprilie 2016)[66]
- Suedia Episcopia Ortodoxă Română a Europei de Nord: Crucea Nordului[67]
- Slovacia: Medalia Memorială Arborele Păcii în clasă specială cu rubine[68][69][70]

### Onoruri
- România: Doctor honoris causa acordat de Universitatea din Pitești
- România: Doctor honoris causa acordat de Universitatea de Științe Agricole și Medicină Veterinară a Banatului din Timișoara[71]
- România: Cetățean de onoare al Județului Cluj[31]
- România: Comitetul Olimpic și Sportiv Român: Colanul Olimpic[72]
- România: Forbes : Cea mai influentă femeie din România în anul 2014, a doua în 2015 și, din nou, prima în 2016.[73][74]
- Iordania: Medalia de Aur a Semilunii Roșii Iordaniene [75]
- Moldova: Membru de onoare al Academiei de Științe a Moldovei[76]

## Publicații
- Coroana română- la 140 de ani , 2008 [77]
- Nunta de diamant, 2008 [78]
- Carte regală de bucate, 2010 - recenzie
- Albumul Muzica Regelui, 2011[79]
- Crăciunul Regal, 2013, 2014 [80]
- Săvârșin. Detaliul, 2015 [81][82]
- Susține cu a ta mână Coroana Română, 2017 [83]